# シラチャ日本人学校
泰日協会学校シラチャ校（シラチャ日本人学校）（タイ語: โรงเรียนสมาคมไทย-ญี่ปุ่น ศรีราชา、英語: Thai Japanese Association School Sriracha）は、タイ王国チョンブリー県シーラーチャー郡にあるタイ国内2番目の日本人学校である。
内外政府当局の認可、支援により2009年4月開校。泰日協会並びに泰日協会学校理事会により泰日協会学校バンコク校（バンコク日本人学校）と一体経営されている。
在籍生徒数は小中学部合わせて、400名である（2024年4月現在）。
2020年12月1日、同校ディレクターのニオン・アガニットプロム（タイ語: นิอร อกนิษฐ์พรหม、英語: Niorn Aganitprom）が令和2年度外務大臣表彰を受賞。